# Signehög och Norrmannebo
Signehög och Norrmannebo – miejscowość (tätort) w Szwecji, w regionie administracyjnym (län) Västra Götaland, w gminie Kungälv.
Według danych Szwedzkiego Urzędu Statystycznego liczba ludności wyniosła: 239 (31 grudnia 2015), 242 (31 grudnia 2018) i 245 (31 grudnia 2019).